# Bosniska kyrkan
Bosniska kyrkan (bosniska: Crkva bosanska; latin: Ecclesia bosnensis) är historiskt sett ansedd att vara en inhemsk version av bogomilismen, vilken existerade mellan 900- och 1400-talet i Bosnien. Medlemmarna av kyrkan kallade sig helt enkelt "krštjani" (kristna) eller dobri krštjani (goda kristna). Denna form av kristendom var bosniakernas (Bosnianernas) religion tills de under osmanskt styre konverterade till islam, vilket ledde till att den bosniska kyrkan helt försvann. 

## Historik
Den bosniska kyrkan samexisterade i Bosnien under konflikt med de romersk-katolska kyrkan och ortodoxa religionerna under stora delar av den senare medeltiden. Det var inte sällan som korståg skickades mot bosnierna, vilka av Rom ansågs vara heretiker.
Ett av de huvudsakliga skälen för den bosniska kyrkans motstånd var politiskt. På 1300-talet lade påven i Rom Bosnien under en ungersk biskop, vilket följdes av en stark längtan efter självständighet hos bosnierna. Flera av Bosniens härskare under denna tid var anhängare till bosniska kyrkan, till exempel Ban Kulin. Somliga antog dock den katolska tron av politiska skäl, en annan var kung Tvrtko Kotromanic som sade sig följa bosniska kyrkans seder men inför Rom låtsades vara en katolik. 
Utomstående anklagade bosniska kyrkan för länkar till patarenskt kätteri samt även till bogomilerna, en manikeisk sekt med sitt centrum i Bulgarien. Inkvisitionen rapporterade under sent 1400-tal om en dualistisk sekt i Bosnien och kallade dem "bosniska kättare", men denna sekt var enligt vissa historiker inte densamma som bosniska kyrkan. Historikern Franjo Rački skrev om denna sekt i en skrift 1869, huvudsakligen baserad på latinska källor.
Den bosniska kyrkan hade sin egen biskop och liturgi på språket som de kallade bosniska.
I fråga om kyrkans teologi finns direkta bevis för att den skilde sig nämnvärt från den katolska teologin; bland annat trodde inte de medeltida bosnianerna på treenigheten. Detta anses ha varit en viktig faktor i varför bosnierna konverterade till islam, då bosniernas medeltida syn på kristendom hade slående likheter med islams. Biskopen kallades djed (bokstavligen "farfar")och hade ett råd om tolv män som gick under namnet strojnici. Klostren kallades hiža ("hus") och klostens överhuvuden kallades gost ("gäst") och tjänade som strojnici.
Kyrkan bestod huvudsakligen av ett munkväsende i spridda kloster. Den saknade territoriell organisation och engagerade sig inte i sekulära ting utöver att närvara vid begravningar och den blandade sig sällan i statliga angelägenheter. Ett markant undantag var när kung Ostoja hade en djed som rådgivare mellan 1403 och 1405 och den sporadiska förekomsten av en äldste ur samfundet som medlare eller diplomat. 
En av de väsentligaste efterlämningarna från den bosniska kyrkan är de monumentala gravstenar som kallas stećci (plural) / stećak (singular). De förekom i det medeltida Bosnien och brukar identifieras med den bogomilska tron, dock pekar vissa svaga fakta på att de kan ha rests av medlemmar av alla tre kyrkor i landet. Dessa fakta är förvirrande, eftersom teologin på gravstenarna inte kan förknippas med "ren" ortodoxism eller katolicism, vilket i så fall skulle kunna tolkas som att den katolska och ortodoxa kyrkan i Bosnien uppkom ur bogomilska samfund som omvändes till kristendom i ortodox/katolsk bemärkelse, alltså bogomilska bosnianer som konverterade till katolicism/ortodoxism.